# Прапор Харкова
Пра́пор Ха́ркова затверджений на сесії Харківської міської ради 14 вересня 1995 року. Він є символом міського самоврядування, відображає історію та традиції міста.

## Опис прапора
Прапор міста являє собою прямокутне полотнище (відношення ширини до довжини 2:3 світло-зеленого кольору із зображенням в його центральній частині герба міста. Висота гербового щита дорівнює 1/2 висоті прапора. Прапор міста двосторонній. Навершя древка являє собою металевий конус, висотою рівний 1/10 ширини прапора, основа конуса дорівнює 2-м діаметрам древка, закріплюється на циліндричній основі висотою 1/22 ширини прапора. Колір металу, з якого виготовляється навершя, — жовтий. Еталонний зразок прапора міста зберігається в кабінеті міського голови, що міститься в будинкові міськвиконкому. Ескіз прапора з описом зберігається в Харківському міському архіві.

## Історія

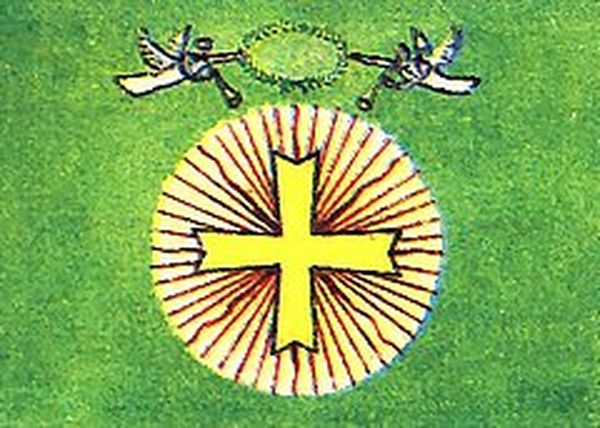
Знамено Харківського козацького полку.

В царську та радянську епохи міста не мали власних прапорів.
Проте з 1651 р. (чи 1659 р.) по 1765 р. Харків був полковим центром Харківського слобідського козацького полку, який мав власне знамено.
На першому полковому знамені було зображено російський герб під коронами з круговим написом: «знамя великого государя, царя и великого князя Петра Алексеевича всея Великія и Малыя и Белыя Россіи самодержца». На другому — хрест у сяйві і над ним два янголи з сурмами, що тримають вінець.